# ノース・フロム・ヒアー
『ノース・フロム・ヒアー』（North from Here）は、フィンランドのヘヴィメタル・バンド、センテンストが1993年に発表した2作目のスタジオ・アルバム。

## 解説
前作でボーカルを兼任していたミーカ・テンクラは、リードギターに専念したいと思うようになり、本作ではベーシストのタネリ・ヤルヴァがボーカルを兼任した。Antti J. Ravelinはオールミュージックにおいて5点満点中3.5点を付け「この若いミュージシャン達は、あらゆる面で、とりわけスローなデスメタルから高速のブラック・メタル風プログレッシブ・ロックへ方向転換したことに関して、知性が向上したと感じられる。『ノース・フロム・ヒアー』は、センテンストとしては実に珍しく、主に複雑なギター・リフとメロディから成っている」と評している。
2001年にセンチュリー・メディア・レコード10周年企画として発売された、前作『シャドウズ・オブ・ザ・パスト』（1991年）と抱き合わせの2枚組CD『North from Here / Shadows of the Past』には、ディスク1に本作からの8曲およびEP「The Trooper」からの4曲が収録された。

## 収録曲
1. マイ・スカイ・イズ・ダーカー・ザン・ザイン - My Sky Is Darker Than Thine – 5:48
  - 作詞：タネリ・ヤルヴァ／作曲：ミーカ・テンクラ、タネリ・ヤルヴァ&センテンスト
2. ウィングス - Wings – 4:31
  - 作詞：サミ・ロパッカ／作曲：ミーカ・テンクラ&センテンスト
3. フィールズ・オブ・ブラッド、ハーベスター・オブ・ヘイト - Fields of Blood; Harvester of Hate – 6:18
  - 作詞：タネリ・ヤルヴァ／作曲：ミーカ・テンクラ、サミ・ロパッカ&センテンスト
4. キャプチャー・オブ・ファイア - Capture of Fire – 6:36
  - 作詞：サミ・ロパッカ／作曲：サミ・ロパッカ&センテンスト
5. アウェイティング・ザ・ウィンター・フロスト - Awaiting the Winter Frost – 5:51
  - 作詞：サミ・ロパッカ／作曲：ミーカ・テンクラ&センテンスト
6. ビヨンド・ザ・ウォール・オブ・スリープ - Beyond the Wall of Sleep – 3:34
  - 作詞：タネリ・ヤルヴァ／作曲：タネリ・ヤルヴァ&センテンスト
7. ノーザン・ライツ - Northern Lights – 5:16
  - 作詞：サミ・ロパッカ／作曲：ミーカ・テンクラ&センテンスト
8. エピック - Epic – 5:58
  - 作詞：タネリ・ヤルヴァ／作曲：サミ・ロパッカ&センテンスト

## 参加ミュージシャン
- タネリ・ヤルヴァ - ボーカル、ベース
- ミーカ・テンクラ - リードギター、アコースティック・ギター、キーボード、アディショナル・ボーカル
- サミ・ロパッカ - ギター、アコースティック・ギター、キーボード
- ヴェサ・ランタ - ドラムス